# Tectaria schultzei
Tectaria schultzei är en ormbunkeart som först beskrevs av Guido Georg Wilhelm Brause, och fick sitt nu gällande namn av Carl Frederik Albert Christensen. Tectaria schultzei ingår i släktet Tectaria och familjen Tectariaceae. Inga underarter finns listade.